# El Chiflido
El Chiflido är en ort i Mexiko.   Den ligger i kommunen Minatitlán och delstaten Veracruz, i den sydöstra delen av landet, 500 km öster om huvudstaden Mexico City. El Chiflido ligger 18 meter över havet och antalet invånare är 147.
Terrängen runt El Chiflido är platt. Runt El Chiflido är det ganska glesbefolkat, med 29 invånare per kvadratkilometer. Närmaste större samhälle är Hidalgotitlán, 15,4 km väster om El Chiflido. Omgivningarna runt El Chiflido är en mosaik av jordbruksmark och naturlig växtlighet.